# Лежнев, Борис Николаевич
Борис Николаевич Лежнев (20.08.1915 — ?) — строгальщик ленинградского завода «Электросила», новатор производства в электропромышленности, лауреат Сталинской премии.
Родился в Петрограде. Член КПСС с 1942.
Окончил семилетку (1930) и школу ФЗУ при заводе «Электросила» имени С. М. Кирова (1930—1932). Работал на том же заводе — несколько месяцев учеником строгальщика, затем строгальщиком.
С 29.07.1941 по 25.10.1945 в РККА, участник войны, место службы: 434 озадн ПВО. Награждён медалями «За боевые заслуги» (06.04.1944) и «За победу над Германией в Великой Отечественной войне 1941—1945 гг.»
После демобилизации вернулся на завод «Электросила». Воспользовавшись тем, что при обработке детали станок часть времени идёт самоходом, стал работать одновременно на двух продольно-строгальных станках, в полтора раза увеличив производительность. Затем, используя конструктивные особенности станка, смог ещё больше увеличить выработку, делая по 3-4 нормы за смену.
Сталинская премия 1951 г. (в составе коллектива) — за создание гидрогенератора для Днепрогэс имени В. И. Ленина.
С середины 1950-х гг. работал мастером, инженером, позднее, до выхода на пенсию, — секретарем партбюро турбогенераторного цеха.
Дата смерти не выяснена.